# ウィルマ・ムルト
ウィルマ・ムルト（Wilma Murto、1998年6月11日 - ）は、フィンランドの女子棒高跳選手である。ドイツのミュンヘンで行われた2022年ヨーロッパ陸上競技選手権大会で優勝し、4.85mは前大会優勝者のエカテリーニ・ステファニディの記録に並び、新たなフィンランド記録を樹立した。現在のU20の世界記録（4.71 m）とフィンランド記録の保持者である。

## 競技歴
ウィルマ・ムルトは、16歳の時にアメリカ合衆国のユージーンで行われた2014年世界ジュニア陸上競技選手権大会で国際大会初出場を果たした。2015年12月27日、新たな自己ベスト4.45 mを記録した。これはU18のヨーロッパ記録になっている。
2016年1月31日、彼女は17歳の時に、ドイツのツヴァイブリュッケンで4.71 mを記録し、室内のU20世界新記録を樹立した。また、ミンナ・ニッカネンの記録を11 cm更新し、新たなフィンランド記録となった。
その後の数年間、彼女はフォームに苦労し、記録を更新したのは2021年シーズンだった（フィンランド選手権で4.72 mを記録）。同年、東京オリンピックに出場し、5位となった。
2022年ヨーロッパ陸上競技選手権大会で金メダルを獲得し、シニアの国際大会で初めてのメダルを獲得した。4.85 mはそれまでの屋外の自己ベスト記録を13 cm更新し、エカテリーニ・ステファニディの記録に並んだ。また、2022年世界陸上競技選手権大会で6位となった。
2023年1月7日、Kuortaneで世界トップレベルの4.75 mを記録し、過去のフィンランド室内記録を更新した。

## 国際大会
| 年   | 大会                                                    | 会場                           | 結果     |        |
| ---- | ------------------------------------------------------- | ------------------------------ | -------- | ------ |
| 2014 | 2014年世界ジュニア陸上競技選手権大会                    | アメリカ合衆国・ユージーン     | 25位 (q) | 3.75 m |
| 2015 | 2015年ヨーロッパ室内陸上競技選手権大会                  | チェコ・プラハ                 | –        | DNS    |
| 2015 | 2015年ヨーロッパジュニア陸上競技選手権大会              | スウェーデン・エシルストゥーナ | –        | NH     |
| 2016 | 2016年ヨーロッパ陸上競技選手権大会                      | オランダ・アムステルダム       | 7位      | 4.45 m |
| 2016 | 2016年U20世界陸上競技選手権大会                         | ポーランド・ブィドゴシュチュ   | 3位      | 4.40 m |
| 2016 | 2016年リオデジャネイロオリンピック                      | ブラジル・リオデジャネイロ     | 24位 (q) | 4.30 m |
| 2017 | 2017年ヨーロッパ室内陸上競技選手権大会                  | セルビア・ベオグラード         | 8位      | 4.40 m |
| 2017 | 2017年ヨーロッパジュニア陸上競技選手権大会              | イタリア・グロッセート         | 3位      | 4.15 m |
| 2018 | 2018年ヨーロッパ陸上競技選手権大会                      | ドイツ・ミュンヘン             | 17位 (q) | 4.35 m |
| 2019 | 2019年ヨーロッパ室内陸上競技選手権大会                  | イギリス・グラスゴー           | 18位 (q) | 4.10 m |
| 2019 | 2019年ヨーロッパU23陸上競技選手権大会                   | スウェーデン・イェヴレ         | 5位      | 4.20 m |
| 2019 | 2019 European Athletics Team Championships Super League | ポーランド・ブィドゴシュチュ   | 8位      | 4.21 m |
| 2019 | 2019年世界陸上競技選手権大会                            | カタール・ドーハ               | 22位 (q) | 4.35 m |
| 2021 | 2021年ヨーロッパ室内陸上競技選手権大会                  | ポーランド・トルン             | 6位      | 4.55 m |
| 2021 | 2020年東京オリンピック                                  | 日本・東京                     | 5位      | 4.50 m |
| 2022 | 2022年世界陸上競技選手権大会                            | アメリカ合衆国・ユージーン     | 6位      | 4.60 m |
| 2022 | 2022年ヨーロッパ陸上競技選手権大会                      | ドイツ・ミュンヘン             | 1位      | 4.85 m |
| 2023 | 2023年ヨーロッパ室内陸上競技選手権大会                  | トルコ・イスタンブール         | 1位      | 4.80 m |